# Carl Johan Rehbinder
Carl Johan Fredrik Wilhelm Claesson Rehbinder, född 30 augusti 1962 i Stockholm, är en svensk röstskådespelare, debattör, illustratör, politiker (Piratpartiet) och författare. Han tillhör den friherrliga ätten Rehbinder. Han är son till veterinären och professorn Claes Rehbinder.
Carl Johan Rehbinder var med och startade det svenska shamanska nätverket Ratatosk 1996. Han var även ordförande i Sveriges Asatrosamfund åren 2000–2003. I riksdagsvalet 2010 stod han på fjärde plats på Piratpartiets Stockholmslista till riksdagen och på elfte plats på partiets övriga listor. Mellan 2015 och 2017 satt han i Piratpartiets partistyrelse.

## Filmografi i urval
- 1993 – Sonic the Hedgehog (röst) (TV-serie)
- 1993 – Adventures of Sonic the Hedgehog (röst) (TV-serie)
- 1989 – Duck Tales (TV-serie)
- 1981-1990 – Smurfarna (röst)